# بلو جی ۶ (ویرجینیای غربی)
بلو جی ۶ (به انگلیسی: Blue Jay 6) یک منطقهٔ مسکونی در ایالات متحده آمریکا است که در شهرستان رالی، ویرجینیای غربی واقع شده‌است. بلو جی ۶، ۸۲۸٫۱۵ متر بالاتر از سطح دریا واقع شده‌است.